# اج‌مانت (نیویورک)
اج‌مانت (به انگلیسی: Edgemont) یک منطقهٔ مسکونی در ایالات متحده آمریکا است که در شهرستان وستچستر، نیویورک واقع شده‌است. اج‌مانت ۶٫۷ کیلومتر مربع مساحت و ۷٬۱۱۶ نفر جمعیت دارد و ۷۳٫۱۵ متر بالاتر از سطح دریا واقع شده‌است.